# Countryball

Un esempio di Countryball della Polonia.

Le Countryball, anche chiamate Polandball, sono un popolare meme di internet, raffiguranti la quasi totalità delle nazioni come personaggi di forma sferica. Lo stile del disegno è minimalista, le sfere hanno i colori delle rispettive bandiere nazionali e di solito le uniche caratteristiche somatiche che hanno sono i due occhi, completamente bianchi. Il nome deriva dall'inglese country (Paese) e ball (palla).
Il fenomeno venne creato nel 2009 da un utente britannico, Falco, sul sito web tedesco Krautchan.net.
Nelle strisce (presenti su Reddit, Facebook, TikTok, DeviantArt e Instagram), le Countryball conversano spesso con un inglese scorretto (e mescolato a parole ed espressioni della propria lingua nazionale), definito Engrish. 
Le storie con protagonisti le Countryball ironizzano sugli stereotipi nazionali, sulle relazioni internazionali, sulle attuali situazioni nazionali o internazionali e sui vari conflitti storici.
In molte vignette Countryball si ironizza su alcuni errori comuni nel riconoscimento di qualche bandiera, per esempio la difficoltà nel distinguere la bandiera di Monaco, Polonia e Indonesia, oppure sulla forma della bandiera, come per il Nepal, che ha come bandiera due triangoli verticali, che viene rappresentato come una specie di “dinosauro” data la vaga forma della bandiera a bocca. 

## Galleria d'immagini

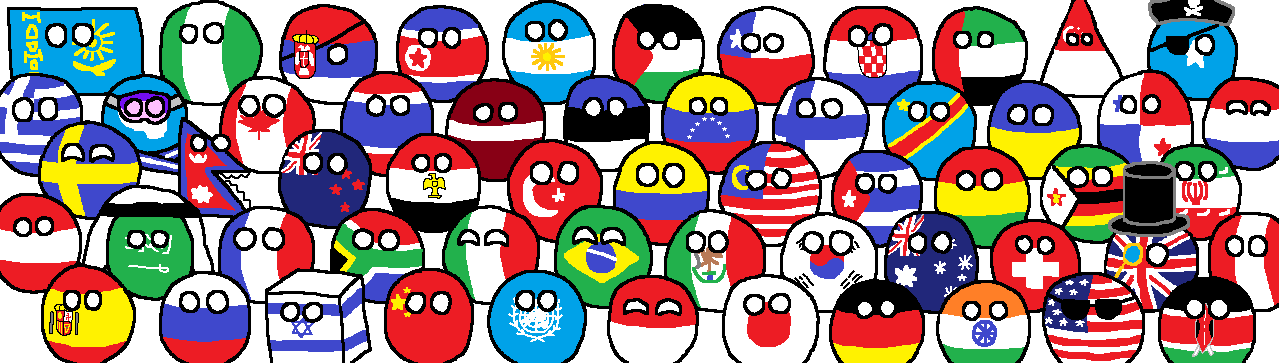
Alcune Countryball.
Il "Latin Party": il gruppo di Stati da cui sono derivate le lingue romanze.
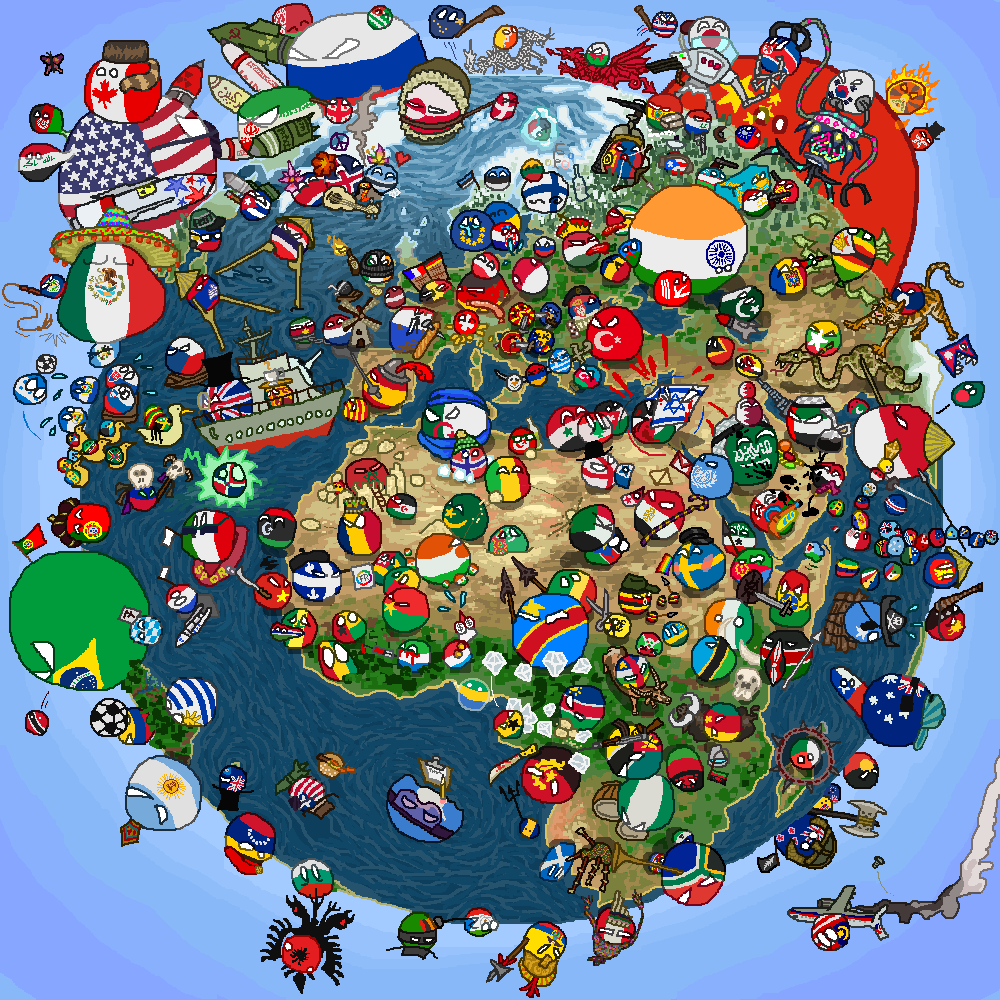
Una vignetta che mostra tutte le Countryball presenti sulla Terra.
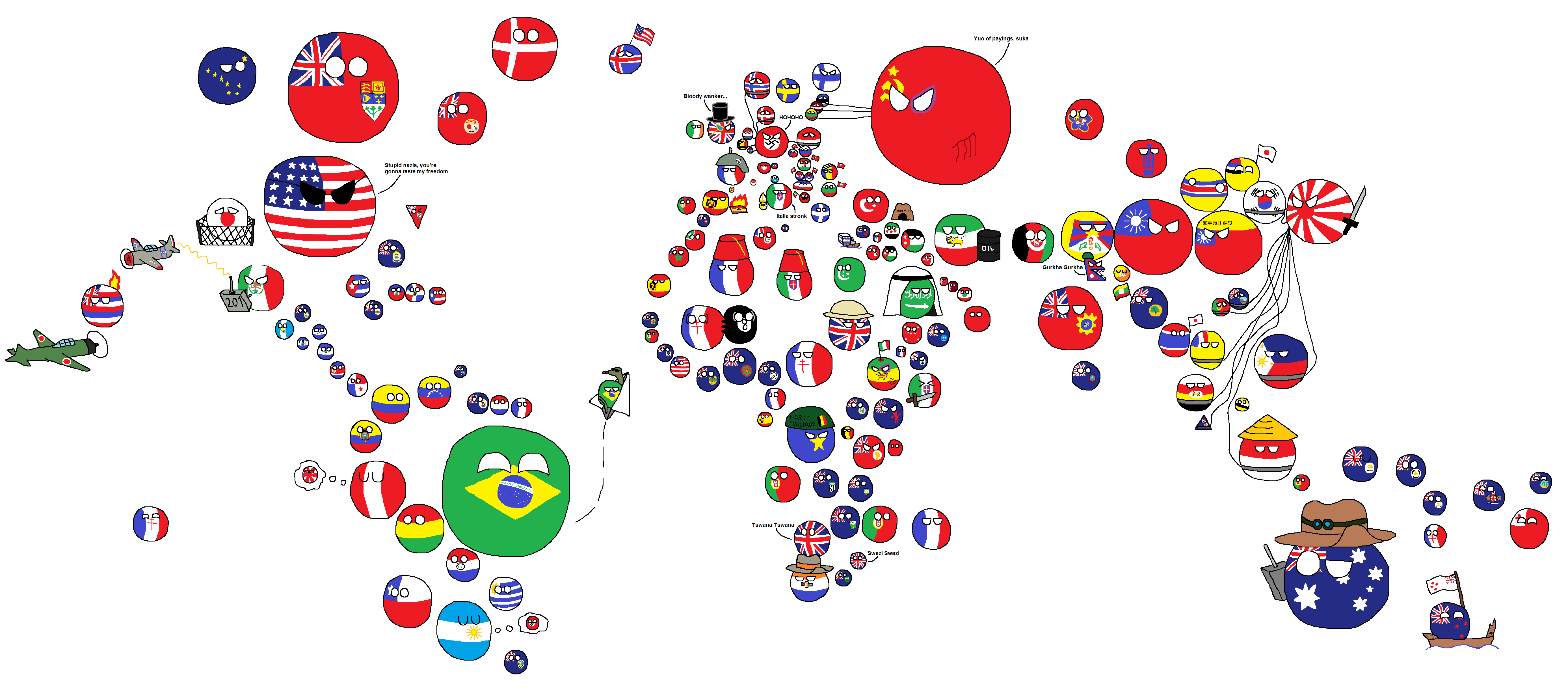
Le Countryball esistenti durante la seconda guerra mondiale.
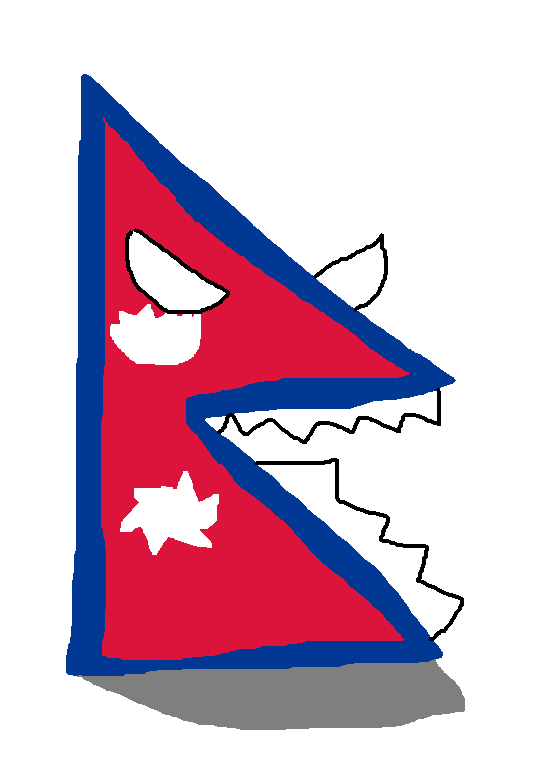
Countryball del Nepal
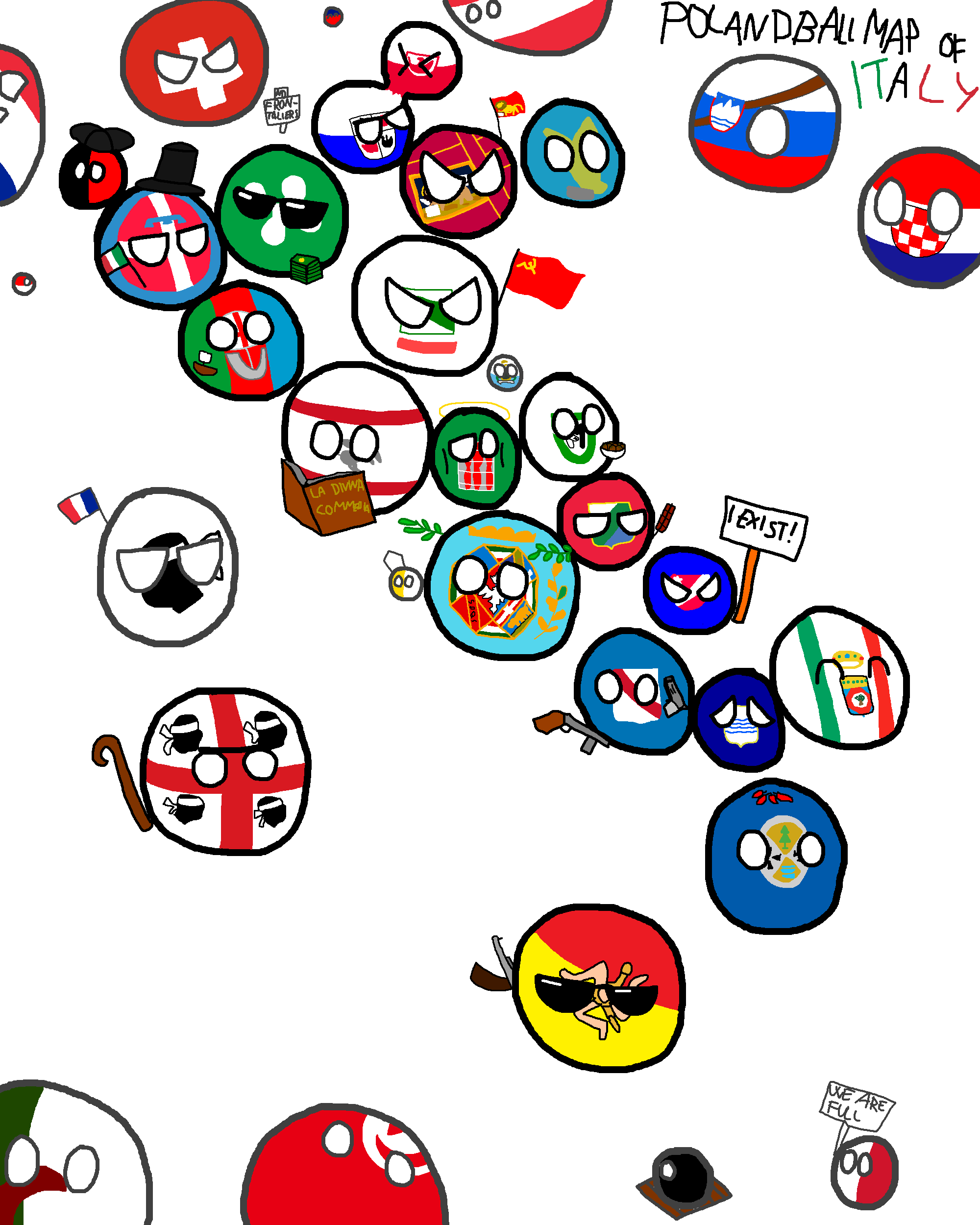
Italia suddivisa per regioni